# شهرداری شهر پتوج
شهرداری شهر پتوج (به لاتین: City Municipality of Ptuj) یک منطقهٔ مسکونی در اسلوونی است که در اسلوونی واقع شده‌است. شهرداری شهر پتوج ۶۷ کیلومتر مربع مساحت و ۲۳٬۲۱۴ نفر جمعیت دارد.